# Tautopónimo
Los tautopónimos son aquellos topónimos (nombres propios de lugares) que en el propio nombre repiten el accidente geográfico que designan o, en un caso más general, aquellos que muestran cualquier repetición. En puridad, esa repetición debería darse en el mismo idioma aunque dados los escasos ejemplos —como arroyo Riachuelo— y, por extensión, se acepta que se refiera también al significado de términos tomados de otras lenguas, siendo este el caso más general (como desierto del Sahara, ya que «Sahara» viene de la transliteración a idiomas europeos del árabe صحرا, que significa ‘desierto’).

## Aparición de tautopónimos
La aparición de tautopónimos, como la de topónimos, tiene mucho que ver con el asentamiento en nuevos lugares y se dan más frecuentemente en la primera ocupación de territorios y en los cambios de pueblos y naciones establecidos en ellos ligados a los procesos de invasión, conquista y/o colonización.
Los topónimos más antiguos se refieren a las principales peculiaridades o accidentes topográficos —montañas (orónimos) y ríos (hidrónimos)—, y una de las formas primeras de identificarlos era describir o enumerar esas características físicas especialmente relevantes, siendo frecuente utilizar un nombre genérico: montaña, valle, agua, etc. Con el tiempo, las lenguas primigenias usadas en esas regiones cambiaron, evolucionaron o fueron sustituidas por otras (conquistas, invasiones...), manteniéndose, sin embargo, los nombres de esas peculiaridades, y así se convirtieron en nombres cuyo significado ya era desconocido para la mayoría de la población, lo que se conoce como deslexicalización. Hay muchos ejemplos de este primer origen de tautopónimos por toda Europa, siendo muy conocido el uso de avon en los nombres de ríos en algunas partes de Inglaterra —avon deriva del galés afon que significa, precisamente, ‘río’— o el de la raíz «guada-» en los ríos de la península ibérica, que procede del árabe «wādi», ‘río’.
Otro caso generalizado de aparición de tautopónimos se dio cuando los occidentales exploraron y cartografiaron tierras ya ocupadas por otros pueblos y naciones, incorporando topónimos nativos a partir de su fonética, a veces deformándolos o desconociendo en muchos casos el significado original de unas lenguas para ellos totalmente ininteligibles. Coincide con las distintas épocas imperiales y coloniales y hay numerosos ejemplos en casi todas las lenguas europeas por toda América, África y Oceanía, además de en muchas partes del interior de Asia. Tautopónimos de este tipo también muy famosos, en casi todas las lenguas, son el caso del lago Chad —ya que chad, en kanuri, significa ‘lago’— o del río Molopo, ya que molopo en tswana o setswana también es ‘río’. Es el caso asimismo de los ríos sudamericanos acabados en «-guay», que procede del guaraní guay, que significa ‘agua [río] de’.

### Traducciones inapropiadas
Un motivo mucho más reciente de aparición de pseudotautopónimos se produjo en los últimos años con la rápida generalización de los sistemas de información geográfica y la necesidad de una pronta adaptación de toponimia de alfabetos no occidentales. Cartográficamente, el idioma español apenas ha tenido posibilidad de generar un corpus propio en el que se hayan cuidado las transcripciones, y en general se ha hecho uso de adaptaciones de toponimias completas generadas en francés, alemán y, últimamente, en inglés, con los problemas de las distintas formas de romanización. De modo similar, se han utilizado casi sin adaptación, por su relativa familiaridad, cartografías italianas y portuguesas sin ninguna adaptación más que las obvias.
Por ello abundan en las cartografías digitales disponibles en línea las traducciones o transcripciones inapropiadas de otras lenguas, en las que muchas veces se incluye el descriptor geográfico como parte del nombre, sobre todo en aquellos idiomas en que se añaden los descriptores al final del nombre sin ninguna separación. La propia Wikipedia está siendo una causa de aparición de estos pseudotautopónimos, ya que al recurrir a la traducción sistemática de artículos geográficos en otras lenguas, se descuidan o desconocen los aspectos etimológicos y se priman las recomendaciones de la ONU de no crear más exónimos para los nuevos topónimos y limitar su empleo a los exónimos tradicionales de importancia relevante (véase la Conferencia de las Naciones Unidas sobre la Normalización de Nombres Geográficos).
Son ejemplos generalizados de estos nuevos tautopónimos que incluyen el descriptor geográfico:
- lagos:

- lagos de Finlandia acabados en –järvi (que en finés significa ‘lago’), como Oulujärvi o en –vesi (que en finés significa ‘agua’), como Pihlajavesi, Orivesi o Haukivesi;
- lagos del Asia central acabados en –kul, como Issyk-Kul, o –kol, como Song Kol o Alakol;
- lagos de Rusia acabados en –ozero (que en ruso significa «lago»), como Topozero, Segozero o Pyaozero;

- ríos:

- ríos de Finlandia acabados en –joki (que en finés significa «río»), como Kemijoki o Ivalojoki.
- ríos de Mongolia acabados en –gol (гол, que en mongol significa «río»), como río Khovd gol o también en -iin, como Ideriin gol (o río Ider).
- ríos de China acabados en –jiang (de la terminación -jiāng, transliteración en pinyin que significa «río»), como río Mudanjiang.
- ríos de Turquía acabados en –irmak (que en turco significa «río»), como Yeşilırmak o Kızılırmak.
- ríos de países árabes que incluyan el término «bahr» (que en árabe significa «mar» o «masa de agua»), como «río Bahr Sara» por el río Sara.

- montañas:

- montañas del Asia central acabadas en –shan, como Tian Shan.

## Ejemplos de tautopónimos
- Canal de la Robine (Aude), ‘canal del Canal’, ya que en occitano, una robina es un ‘canal’.
- Cuesta Alhacaba en Granada, significa cuesta de la Cuesta en árabe;
- Cueva de La Leze (Álava, España), o ‘cueva de la cueva’, ya que leze en euskera significa ‘cueva’;
- Timor Oriental, "Oriente Oriental" ya que en timur Timor significa "oriente".
- Desierto del Sahara, o ‘desierto del Desierto’, ya que sájara es la transliteración a idiomas europeos del árabe صحرا, que significa ‘desierto’;
- Grutas de la Balme (Isère), ya que Balma es gruta;
- Lago Ypacaraí, del guaraní ypa karai, ‘lago santificado’;
- Leza de Río Leza, localidad riojana;
- Valle de Arán (Cataluña, España), ‘valle del Valle’, ya que aran (del euskera antiguo haran) significa ‘valle’;
- Valle de Arana (Álava, España), o ‘valle del Valle’, ya que arana en euskera significa ‘valle’;
- Pont de Suert (Lérida, España), «puente de entre puentes», ya que "Suert" se asimiló del antiguo vasco "zubi arte" (entre puentes);
- Port-Barcarès (Pirineos Orientales, Francia), ‘puerto Puerto’, ya que barcarès, en catalán rosellonés significa ‘puerto’;
- Puente de Alcántara, o «puente del puente», Pont al-qanTara (en latín y árabe);

## Tautopónimos destacados

### Tautopónimos de localidades
- Cartagena, "nueva nueva ciudad", ya que proecde del latín Cartago Nova, "Nueva Cartago", pero Cartago es una adaptación del fenicio Qart Hadasht, que significa "nueva ciudad".
- Barco de Valdeorras, donde tanto barco como val como orra hacen referencia cada uno de ellos al paso de un valle estrecho.[1]
- Cantalapiedra, ya que canto hace referencia a piedra.
- Torrecilla de la Torre

### Tautopónimos de ríos
- Río Avon, varios ríos en Inglaterra y Escocia, río ‘río’ (celta avon, afon en galés moderno);[2]
- río Avonmore (Irlanda): río ‘río grande’, Abhainn Mór en irlandés;
- río Avonbeg (Irlanda): río ‘río pequeño’, Abhainn Beag en irlandés;
- río Awbeg (Irlanda): río ‘río pequeño’, Abhainn Beag en irlandés;
- río Connecticut (Estados Unidos): río ‘río de la marea larga’ en algonquino;
- río Cuyahoga (Ohio): río ‘río torcido’ en algún idioma nativo americano;
- arroyo Fishkill (Nueva York): arroyo arroyo, ya que kil significa ‘arroyito’ en neerlandés);
- río Flumen (España): río ‘río’, dado que  flumen / fluvius es el término latino para "curso importante de agua";
- río Guadix (España): río ‘río río’, ya que guad viene del árabe wādi ‘valle’ o ‘río’, e ix es ‘río’ en fenicio;
- río Guadalquivir (España): río ‘gran río’, del árabe al-wādi al-kabīr, ‘el gran valle’;
- río Guadiana (España): río 'río río', donde guadi viene del árabe wādi ‘valle’ o ‘río’, y ana es ‘río’ en íbero.
- río Hatchie (Estados Unidos): río ‘río’ en maskogui;
- río Humber (Inglaterra) y río Humber (Ontario): río ‘río’ en britónico;
- río Kymijoki (Finlandia): río ‘río’;
- río Latsa Erreka (tributario del río Nive, en Francia): río ‘arroyo arroyo’, en euskera;
- río Misisipi (Estados Unidos y Canadá): río ‘río grande’ en algonquino;
- río Molopo (Sudáfrica): río ‘río’ en idioma tswana o setswana;
- río Paraguay (Brasil, Paraguay y Argentina): río ‘río grande’ en guaraní;
- río Reka (Eslovenia): río ‘río’ en esloveno;
- río Rillito (Arizona, Estados Unidos): río ‘riito’ en español;
- río Schuylkill (Pensilvania) río ‘río oculto’, el sufijo kill en neerlandés significa ‘río’;
- rio Don (Rusia) rio "rio" ya que proviene de la raíz aria dānu-.
- río Šešupė (Lituania) (río ‘río sexto’) en lituano)[3]
- río Skookumchuck y río Pilchuck (Washington): el sufijo chuck en chinuk significa ‘río’;
- río Tyne (Inglaterra): río ‘río’ en celta;
- río Uruguay (Uruguay y Argentina): río ‘río de los pájaros coloridos’ en guaraní;
- río Vaslui (Rumania) ui significa ‘cuerpo de agua’ en cumano;
- río Walla Walla (Washington): río ‘río pequeño’; uala significa ‘río’ en sahaptiano, al repetir expresa el diminutivo;
- La mayor parte de los ríos en Java (Indonesia) comienzan con el prefijo ci-, que en javanés significa ‘río’. La gente los menciona con la palabra indonesia sungai y el prefijo ci-, por ejemplo, sungai Cihampelas (‘río Cihampelas’) significa ‘río río Hampelas’;
- río Flumen, en Huesca (España), cuando flumen es río en latín.

### Tautopónimos de lagos y otros cuerpos de agua
- golfo de Botnia, golfo de ‘golfo’ en sueco latinizado;
- estuario Hayle (Cornualles): estuario ‘estuario’, en córnico (heyl ‘estuario’);
- Järvijärvi (Sodankylä, Finlandia): lago ‘lago’ en idioma finés;[4]
- Jaurajärvi y Jaurakkajärvi, Finlandia (lago ‘lago’ en sami javri "lago", finlandés järvi ‘lago’);
- lago Chad (Chad): lago ‘lago’, de tsade: ‘lago’;
- lago Dal (Cachemira), lago ‘lago’ en idioma balti;
- lago Ellesmere (Nueva Zelanda): lago ‘lago de Elle’;
- lago Gaube (Hautes-Pyrénées): lago ‘lago’ en francés and gascón;
- lago Hayq (Etiopía): lago ‘lago’ en amárico;
- lago Issyk-Kul (Kirguistán) lago ‘lago caliente’ en idioma kirguís;
- lago Laacher See (un lago de cráter y un volcán potencialmente activo en Alemania): lago ‘lago lago’;
- lago Laguna (California);
- lago Lagunita, en Stanford (California);
- lago Lakeville (Míchigan, Estados Unidos): lago de la villa del lago (el pueblo se llama Lakeville);
- lago Míchigan (Estados Unidos): lago ‘gran lago’ (Míchigan es una alteración francesa de la palabra anishinaabe u ojibwe mishigamaa);
- lago Mille Lacs (Minnesota): lago ‘miles de lagos’, en francés;
- lago Møsvann en Telemark (Noruega) combina mjøsa (‘lago’) con vann (‘lago’);
- lago Nyassa (ahora llamado lago Malawi), Malawi/Mozambique (lago ‘lago Yao’);
- lago Rotorua (Nueva Zelanda): lago ‘lago segundo’ en maorí. Muchos otros lagos de Nueva Zelanda tienen el nombre tautológico lago Roto;
- lago Tahoe (entre Nevada y California), lago ‘lago’, en washo (idioma tribal nativo americano);
- lago Tal-y-llyn (Gales): lago ‘final del lago’, siendo llyn ‘lago’ en galés);
- lago Loch Lomond, cerca de Saint John (Nuevo Brunswick), en Canadá;
- lago Vatnvatnet (Noruega): lago ‘lago lago’, un lago cerca de Bodø;
- laguna de Bay (Filipinas): laguna de ‘lago’;
- laguna de la Cocha (Colombia): laguna de ‘la laguna’ en lenguas quechuas;
- laguna Lagos (Nigeria): ‘lagos’, en portugués;
- Loch Loch (Escocia). No se debe confundir con Loch Lochy;
- Loch Watten (Escocia): en gaélico loch (‘lago’), y en noruego vatn (‘lago’);
- Loughrigg Tarn, en gaélico loch, y en noruego rigg (‘cresta’), y tarn ‘cuerpo de agua’;
- Østensjøvann sjø (un lago que no es tan angosto como un fiordo) y vann (‘lago’);
- salto Deschutes (en Tumwater, Washington), salto ‘salto’ en chinuk wawa;
- Sandefjordsfjorden (Noruega): ‘fiordo del fiordo de Sande’;
- Vatnshlíðarvatn (Islandia): lago ‘lago de la ladera; la localidad Vatnshlíð (‘ladera del lago’) se llamó a partir del lago, el cual a su vez terminó nombrado por la localidad;
- Wast Water (Inglaterra): ‘agua del valle del agua’, del antiguo noruego vatns dalr (= Wasdale) y el antiguo inglés wæter.
- Barranco de la Clamor, en Huesca (España), cuando una clamor es un barranco en lengua aragonesa.

### Tautopónimos en orónimos
- Puigmal, de puig mal, formado a partir del puig, en catalán ‘pico’[5] y de la raíz prelatina mal, que significa también ‘montaña’ o simple montón de piedras;[6]
- pico Viñamala o Vignemale (en los Pirineos), con dos raíces preindoeuropeas vin y mal, que significan ambas ‘montañas’;[7]
- pico del Gar (Pirineos) o Pic Garr, gar provendría de la raíz Kʰar (véase en francés) que significa ‘roca’ o ‘piedra’;
- Montcuq, o monte Kukk, del romance mont (‘monte’) y el prerromance kuk (‘altura’);[8]
- pico de Montcalm (Pirineos), o ‘pico del Mont Kalm’;